# Poitiers-Saumur-Poitiers
Poitiers-Saumur-Poitiers est une ancienne course cycliste française, organisée de 1920 à 1960 entre Poitiers dans le département de la Vienne et Saumur dans le département de Maine-et-Loire.

## Palmarès
| Année | Vainqueur         | Deuxième            | Troisième             |
| ----- | ----------------- | ------------------- | --------------------- |
| 1920  | Maurice Ville     | Didier Meslard      | Victor Fontan         |
| 1921  | Léon Brun         | René Gérard         | Didier Meslard        |
| 1922  | Aristide Metayer  | Roland Jacquet      | Cyrille Boucq         |
| 1923  | Henri Texereau    | Eugène Greau        | Paul Lerme            |
| 1924  | Gabriel Rérolle   | Aristide Metayer    | Henri Texereau        |
| 1925  | Laurent Maury     | Maurice Penasson    | Marcel Vincent        |
| 1926  | André Travaden    | Joseph Baron        | Axel Hornemann Hansen |
| 1927  | René Gérard       | Joseph Baron        | Lucien Laval          |
| 1928  | Eugène Greau      | René Deguai         | Ricardo Ferrando      |
| 1929  | Roger Parioleau   | Eugène Greau        | Joseph Baron          |
| 1931  | Lucien Laval      | René Deguai         | Armel Desouches       |
| 1932  | Jean Bidot        | Roger Parioleau     | Isidore Jamay         |
| 1934  | Lucien Weiss      | André Godinat       | Roger Parioleau       |
| 1936  | Hubert Jolivet    | Camille Louvel      | Marcel Bailly         |
| 1939  | Lucien Le Guével  | Joseph Aureille     | Georges Naisse        |
| 1954  | Jean Danguillaume | Marcel Danguillaume | Antoine Frankowski    |
| 1955  | Marcel Thomas     | Guy Daumain         | Valentin Paquier      |
| 1956  | Pierre Beuffeuil  | Marceau Cocquerel   | Maurice Quentin       |
| 1957  | Jacques Bianco    | Michel Friou        | Émile Le Bigaut       |
| 1958  | Max Bléneau       | Élie Rascagnères    | Maurice Nauleau       |
| 1959  | Jacques Pras      | Jacques Pallu       | Alain Le Grevès       |
| 1960  | Gérard Gaillot    | Guy Epaud           | Élie Rascagnères      |